# Braulio Armoa
Braulio Alfredo Armoa Mendoza (Encarnación, Paraguay, 3 de noviembre de 1978) es un exfutbolista paraguayo que jugaba como defensa central. Su último club profesional fue Deportes Puerto Montt de Chile.

## Clubes
| Club                  | País     | Año       |
| --------------------- | -------- | --------- |
| Sportivo Luqueño      | Paraguay | 1999      |
| Universal             | Paraguay | 2000      |
| Atlético Colegiales   | Paraguay | 2001      |
| San Lorenzo           | Paraguay | 2002      |
| Tacuary               | Paraguay | 2003-2004 |
| Deportes Puerto Montt | Chile    | 2004      |
| Tacuary               | Paraguay | 2005      |
| Palestino             | Chile    | 2006-2007 |
| Nacional              | Paraguay | 2008      |
| 3 de Febrero          | Paraguay | 2008      |
| Sichuan Mianyan       | China    | 2009      |
| Curicó Unido          | Chile    | 2009-2010 |
| Deportes Puerto Montt | Chile    | 2011      |